# Heredius laselvus
Heredius laselvus är en stekelart som beskrevs av Marsh 2002. Heredius laselvus ingår i släktet Heredius och familjen bracksteklar. Inga underarter finns listade i Catalogue of Life.